# لتسنبت گیدی
لتسنبت گیدی (انگلیسی: Letesenbet Gidey؛ زادهٔ ۲۰ مارس ۱۹۹۸) دونده دو استقامت زن اهل اتیوپی است.